# Pogonichthys
Pogonichthys is een geslacht van straalvinnige vissen uit de familie van karpers (Cyprinidae).

## Soorten
- Pogonichthys ciscoides Hopkirk, 1974
- Pogonichthys macrolepidotus (Ayres, 1854)